# New Waterford (Kanada)
New Waterford (do 1913 Barrachois) – miejscowość (community; 1913–1995 miasto) w kanadyjskiej prowincji Nowa Szkocja, w hrabstwie Cape Breton, w pobliżu przylądka Low Point, na północny zachód od Glace Bay. Według spisu powszechnego z 2016 obszar miejski (population centre) New Waterford to: 8,86 km², a zamieszkiwało wówczas ten obszar 7334 osoby.
Miejscowość pierwotnie określana jako Barrachois, w której firma wydobywcza Dominion Coal Company w 1908 uruchomiła kopalnię węgla, zmieniła w 1913 dzięki staraniom pochodzącego z irlandzkiego Waterford J.J. Hincheya nazwę na współcześnie używaną (dla uniknięcia konfuzji zdecydowano się za namową służby pocztowej dodać deskryptor New) i równocześnie otrzymała status miasta (town), który utraciła w wyniku utworzenia 1 sierpnia 1995 regional municipality Cape Breton.
Według spisu powszechnego z 1991 obszar miasta (town) to: 5,26 km², a zamieszkiwało wówczas ten obszar 7695 osób.